# Sommelonne
Sommelonne település Franciaországban, Meuse megyében. Lakosainak száma 401 fő (2022. január 1.). Sommelonne Chancenay, Ancerville, Baudonvilliers, Haironville, Lisle-en-Rigault, Rupt-aux-Nonains és Saudrupt községekkel határos.

## Népesség
A település népessége az elmúlt években az alábbi módon változott:
| Lakosok száma | 344  | 347  | 462  | 501  | 479  | 471  | 455  | 428  | 419  | 401  |
|               | 1968 | 1982 | 1990 | 2006 | 2013 | 2015 | 2017 | 2019 | 2020 | 2022 |